# Plectiscidea verecunda
Plectiscidea verecunda är en stekelart som beskrevs av Dasch 1992. Plectiscidea verecunda ingår i släktet Plectiscidea och familjen brokparasitsteklar. Inga underarter finns listade i Catalogue of Life.